# Bruchsaler Bruch
Das Gebiet Bruchsaler Bruch ist ein mit Verordnung vom 23. August 1999 durch die Körperschaftsforstdirektion Karlsruhe ausgewiesener Bannwald (Schutzgebiet-Nummer 100546) bei Bruchsal im Landkreis Karlsruhe in Baden-Württemberg.

## Lage
Das Schutzgebiet liegt nördlich von Untergrombach und westlich der Bahnlinie Karlsruhe–Bruchsal. Der Bannwald umfasst die Abteilungen 1 (teilweise) und 2 bis 4 des Distriktes I „Büchenauer Hardt“ im Staatswald Bruchsal auf Gemarkung Bruchsal.
Im Schutzgebiet entspringt der Immertengraben. Im Südwesten grenzt der Bannwald an den Schonwald Bruchsaler Aue.

## Geologie
Der Untergrund ist mehrheitlich vererdetes Niedermoor. Eine geringere Rolle beim Untergrund spielt grundfeuchter frühjahrsnasser Lehm.

## Vegetation
Im Bannwald kommen laut Waldbiotopkartierung die folgenden Arten vor:
Wald-Engelwurz, Schmalblättriger Merk, Sumpf-Wasserstern, Bitteres Schaumkraut, Sumpf-Segge, Sumpf-Schwertlilie, Dreifurchige Wasserlinse,
Echte Brunnenkresse, Rohrglanzgras, Schilfrohr, Gewöhnlicher Wasserhahnenfuß, Gift-Hahnenfuß, Wasser-Sumpfkresse, Vielwurzelige Teichlinse,
Große Brennnessel, Blauer Wasser-Ehrenpreis, Ringelnatter, Nutria, Stockente, Erdkröte, Bergmolch, Knoblauchkröte, Springfrosch,
Grasfrosch, Berg-Ahorn, Giersch, Knoblauchsrauke, Bärlauch, Schwarz-Erle, Grau-Erle, Echte Zaunwinde, Spring-Schaumkraut,
Wiesen-Schaumkraut, Steife Segge, Ufer-Segge, Großes Hexenkraut, Kohldistel, Gewöhnliche Waldrebe, Gemeine Hasel, Rasen-Schmiele,
Gewöhnlicher Dornfarn, Sumpf-Schachtelhalm, Gewöhnlicher Spindelstrauch, Gewöhnlicher Wasserdost, Riesen-Schwingel, Faulbaum, Gemeine Esche,
Gewöhnliche Goldnessel, Kletten-Labkraut, Sumpf-Labkraut, Gundermann, Echter Hopfen, Großes Springkraut, Pfennigkraut, Gewöhnlicher Blutweiderich,
Einbeere, Silber-Pappel, Gewöhnliche Traubenkirsche, Gold-Hahnenfuß, Kratzbeere, Brombeeren, Weiden, Zweiblättriger Blaustern,
Wald-Simse, Sumpf-Helmkraut, Rote Lichtnelke, Bittersüßer Nachtschatten, Riesen-Goldrute, Sumpf-Ziest, Hain-Sternmiere, Flatterulme,
Europäischer Iltis, Nachtigall, Waldschnepfe, Große Klette, Hecken-Kälberkropf, Gewöhnliche Kratzdistel, Roter Hartriegel, Gewöhnliches Knäuelgras,
Wiesen-Labkraut, Echte Walnuss, Weiße Taubnessel, Bastard-Schwarz-Pappel, Schlehdorn, Scharfer Hahnenfuß, Schwarzer Holunder, Feldulme,
Gewöhnlicher Schneeball, Zaun-Wicke, Kriechender Günsel, Buschwindröschen, Winkel-Segge, Wald-Segge, Gemeine Hainbuche, Maiglöckchen,
Breitblättriger Dornfarn, Echter Wurmfarn, Rotbuche, Scharbockskraut, Waldmeister, Gemeiner Efeu, Kleines Springkraut, Einblütiges Perlgras,
Wald-Flattergras, Vogelkirsche, Spätblühende Traubenkirsche, Stieleiche, Fuchssches Greiskraut, Wald-Ziest, Große Sternmiere,
Sommerlinde, Berg-Ehrenpreis, Wellenblättriges Katharinenmoos, Schwanenhals-Sternmoos, Welliges Sternmoos, Samtiger Schichtpilz, Buntspecht,
Kleinspecht, Waldlaubsänger, Kleiber, Gelbes Windröschen, Hain-Klette, Aronstab, Wald-Zwenke, Wassersterne, Behaartes Schaumkraut,
Stachel-Segge, Zweigriffeliger Weißdorn, Kanadische Wasserpest, Breitblättriges Pfaffenhütchen, Mädesüß, Wald-Gelbstern, Ruprechtskraut,
Flutender Schwaden, Wasserfeder, Gefleckte Taubnessel, Kleine Wasserlinse, Wald-Bingelkraut, Kamm-Laichkraut, Hohe Schlüsselblume,
Zweiblättriger Blaustern, Knotige Braunwurz, Einfacher Igelkolben, Kleiner Eichenbock, Graubinden-Labkrautspanner, Mäusebussard, Pirol,
Spitzahorn, Hänge-Birke, Forster-Hainsimse, Weißliche Hainsimse, Zweiblättrige Schattenblume, Vielblütige Weißwurz, Roteiche, Salbei-Gamander,
Waldbaumläufer.
Im Schutzgebiet liegen sechs Biotope: Schönbornwiesengraben SW Bruchsal mit der Biotopnummer 268172155091, BW „Bruchsaler Bruch“- Feuchtwald SW Bruchsal mit der Biotopnummer 268172155101, Waldrand Bannwald „Bruchsaler Bruch“ mit der Biotopnummer 268172153571, BW „Bruchsaler Bruch“ Ei-Hbu-Wald SW Bruchsal mit der Biotopnummer 268172155098, BW „Bruchsaler Bruch“ -Feuchtwald SW Bruchsal mit der Biotopnummer 268172155090 und Eichen-Hbu-Wald BW „Bruchsaler Bruch“ mit der Biotopnummer 268172155089.
Im Biotop BW „Bruchsaler Bruch“- Feuchtwald SW Bruchsal wurden bei einer Zählung im Jahr 1994, die von der Landesanstalt für Umwelt Baden-Württemberg durchgeführt wurde,
die Knoblauchkröte gefunden. Diese Art ist von der LUBW als in Deutschland vom Aussterben bedroht eingestuft.

## Schutzzweck
Der Schutzzweck des Bannwalds ist gemäß Schutzgebietsverordnung
- die unbeeinflusste Entwicklung eines charakteristischen und sehr vielfältigen Waldökosystems in der Kinzig - Murg - Rinne mit seinen Tier- und Pflanzenarten zu sichern sowie die wissenschaftliche Beobachtung der Entwicklung zu gewährleisten.
- dies beinhaltet den Schutz der Lebensräume und -gemeinschaften, die sich im Gebiet befinden, sich im Verlauf der eigendynamischen Entwicklung des Waldbestandes ändern oder entstehen.

## Betreuung
Wissenschaftlich betreut wird der Bannwald durch die Forstliche Versuchs- und Forschungsanstalt Baden-Württemberg (BVA).